# Battaglia di Harura
La battaglia di Ḥarūrāʾ (in arabo ﻣﻌﺮﻛـة ﺣﺮﻭﺭﺍء ‎?) fu uno scontro, avvenuto nel 686, che vide contrapposte a Ḥarūrāʾ (nelle vicinanze di Kufa) le forze militari di Muṣʿab b. al-Zubayr - fratello dell'"anticaliffo" ʿAbd Allāh b. al-Zubayr - a quelle dell'alide al-Mukhtār b. Abī ʿUbayd. Esso si concluse con la vittoria del primo e la sconfitta del secondo, che poco dopo, abbandonato dai suoi, cadrà a Kufa il 3 aprile 687.